# Журман, Дмитрий Андреевич
Дмитрий Андреевич Журман (Турченко) (укр. Журман Дмитро Андрійович) — наказной полковник в 1704, 1705, 1706, 1708 годах.

## Биография
В 1729 году старожилы села Старого Задубенья (Бакланская сотня) о бывших владельцах последнего показали, что это село «хожувало на двор полковничий за полковника Семена гетманича; а позже того, когда вышел Дмитро Журман из неволи турецкой, в которой держался девять лет, тогда гетман Мазепа отдал ему, Журману, то село во владение». Вероятно, по возвращении из турецкого плена за Журманом и усвоилось прозвище Турченка или Турчиненка, этим прозвищем Журман именуется уже в 1669 году, когда, будучи полковым есаулом, получил от Рославца позволение на устройство водяной мельницы под селом Гарцевом: «позволисимо Дмитрови Турчиненкови, асаулови полковому стародубовскому, под селом Гарцовом на реке Сечне млин будовати…» 155). Значит, Журман в 1669 году уже возвратился из плена, если прозвище Турчиненка было ему усвоено за этот плен. Затем о Журмане не встречаем сведений до мая 1688 года, когда Иван Мазепа дал ему как стародубскому обозному с. Старое Задубенье и бобылей в селе Гарцево, для послушенства[чего?]. Универсал Мазепы, говоря о заслугах Журмана, упоминает и о девятилетнем его плене. Из этого универсала видим, что Журман заменил Деревянку, которого новый гетман устранил от уряда, вероятно, за близость к Самойловичам.
Журман был женат два раза. От первой жены он имел сына Матвея. Овдовев, Журман сына своего отделил и женился на второй жене, с которой прижил одну дочь Елену и скоро затем умер, «наглою смертью (скоропостижно) без тестаменту». Умер Журман не раньше 1706 года, когда, по одному акту, он значится стародубским наказным полковником. Почти одновременно с отцом умер и Матвей Журман, который был женат также два раза, оставив двух сыновей Василия и Михайла. У Василия был сын Илья.